# Båring
Båring is een plaats in de Deense regio Zuid-Denemarken, gemeente Middelfart. De plaats telt 936 inwoners (2020). Het dorp is samengesmolten met het kerkdorp Asperup. Het ligt aan de voormalige spoorlijn Odense - Middelfart. Het stationsgebouw in Asperup is bewaard gebleven.